# Fredriech Pretorius
Fredriech Pretorius (4 agosto 1995) è un multiplista sudafricano.

## Palmarès
| Anno | Manifestazione          | Sede        | Evento        | Risultato | Prestazione | Note                                     |
| ---- | ----------------------- | ----------- | ------------- | --------- | ----------- | ---------------------------------------- |
| 2014 | Mondiali juniores       | Eugene      | Decathlon U20 | 7º        | 7 689 p.    |                                          |
| 2014 | Giochi del Commonwealth | Glasgow     | Decathlon     | 7º        | 7 639 p.    |                                          |
| 2015 | Universiadi             | Gwangju     | Decathlon     | 11º       | 7 174 p.    | Miglior prestazione personale stagionale |
| 2015 | Giochi panafricani      | Brazzaville | Decathlon     | Bronzo    | 7 186 p.    |                                          |
| 2016 | Campionati africani     | Durban      | Decathlon     | Oro       | 7 780 p.    |                                          |
| 2017 | Universiadi             | Taipei      | Decathlon     | 6º        | 7 390 p.    |                                          |
| 2018 | Campionati africani     | Asaba       | Decathlon     | Argento   | 7 733 p.    |                                          |
| 2024 | Giochi panafricani      | Accra       | Decathlon     | Oro       | 7 550 p.    |                                          |
| 2024 | Campionati africani     | Douala      | Decathlon     | dnf       | dnf         |                                          |